# Dracula mopsus
Dracula mopsus là một loài lan.